# ブレット・スコット
ブレット・スコット（Brett Scott、1971年1月13日 - ）は、ニュージーランド国籍で、オーストラリアのメルボルンを拠点にし、障害競走に騎乗した元騎手である。現在は調教師。
趣味はゴルフとバイク。風車ムチが得意である。

## 来歴
1988年、騎手デビュー。その後オーストラリアを拠点にする。
2000年、第2回中山グランドジャンプに出走するメイビーラフと共に初来日を果たす。JRA初騎乗となったこのレースは6番人気で5着だった。
2003年、第5回中山グランドジャンプに出走する2002年の優勝馬セントスティーヴンと共に3年振りに来日し、ペガサスジャンプステークス、中山グランドジャンプ両方に騎乗した。中山グランドジャンプでは2番人気に支持され3着だった。
2004年、第6回中山グランドジャンプに出走するオリヴァーダンスと共に2年連続で来日し、レースでは3番人気に支持されるも9着に終わった。
2005年、第7回中山グランドジャンプに出走するカラジと共に3年連続で来日し、ペガサスジャンプステークス、中山グランドジャンプ両方に騎乗した。ペガサスジャンプステークスでは6番人気ながら3着という好結果で、中山グランドジャンプでは単勝3.4倍の1番人気に支持に応え見事レースを制した。この勝利がJRA初勝利となった。 
2006年、第8回中山グランドジャンプに再び出走するカラジと共に4年連続で来日し、ペガサスジャンプステークスを4番人気で2着というステップを踏んで、中山グランドジャンプではテイエムドラゴンに競り勝ち、2000年～2001年ゴーカイに騎乗した横山義行以来2人目の連覇を成し遂げた。
2007年、第9回中山グランドジャンプではカラジと共に来日。史上初の3連覇を達成した。
2010年に騎手を引退し、その後はオーストラリア東部のメルボルン市モーニントンで、調教師として厩舎を開業している。
2019年07月21日には、前年にオーストラリアの競馬殿堂入りを果たしたカラジと共に、ヴィクトリア州パッケナム競馬場で誘導馬として登場しファンを喜ばせた。
2021年3月3日、調教場で馬に頭部を蹴られ脳出血及び骨折するという事故に遭い、麻酔による昏睡状態に陥った。同月9日、意識を回復したが事故当時の記憶はないという。

## 主な騎乗馬
- カラジ（2005年～2007年 中山グランドジャンプなど）